# Dendrobrachia sarmentosa
Dendrobrachia sarmentosa is een zachte koraalsoort uit de familie Dendrobrachiidae. De koraalsoort komt uit het geslacht Dendrobrachia. Dendrobrachia sarmentosa werd in 2010 voor het eerst wetenschappelijk beschreven door Lopez-Gonzales & Cunha. 